# Westenergie Sporthalle
Das Westenergie Sporthalle ist eine Sporthalle in Mülheim an der Ruhr.

## Geschichte
Die Sporthalle wurde nach einer Bauzeit von 19 Monaten im Februar 2005 als RWE Sporthalle offiziell eröffnet. Sie steht an derselben Stelle wie die alte Sporthalle an der Carl-Diem-Straße (Entwurf: Heinz Goesmann 1969), die Fläche von 31 × 57,50 m kann in vier separate Spielfelder unterteilt werden. Für Publikumsveranstaltungen stehen bis zu 3000 statt zuvor 1100 Plätze zur Verfügung. Die erste Großveranstaltung in der neuen Halle waren die German Open Badminton Championships im März 2005, die auch in den folgenden Jahren hier ausgetragen werden. 2008 und 2009 fand hier der DFB-Futsal-Cup statt. Ab September 2016 firmierte sie unter dem Namen innogy Sporthalle, seit Oktober 2020 als Westenergie Sporthalle. Im Rahmen der Rhine-Ruhr Summer World University Games 2025 werden in der Westenergie Sporthalle die Badmintonwettbewerbe ausgetragen.